# محصر ألفا
حاصرات ألفا أو محصرات مستقبلات الألفا (بالإنجليزية: Alpha-blockers أو α-blockers أو α-adrenergic-antagonists)‏ هي أدوية ضادة للمستقبلات الأدرينالية من نوع ألفا.

## التصنيف
تصنف محصرات مستقبلات الألفا إلى التصنيفات التالية:
- محصرات مستقبلات الألفا 1، تؤثر على المستقبل الأدرينالي ألفا 1
- محصرات مستقبلات الألفا 2، تؤثر على المستقبل الأدرينالي ألفا 2

## الأمثلة

### محصرات مستقبلات الألفا غير الانتقائية
- فينوكسيبنزامين
- بنتولامين
- تولازولين
- ترازودون
- مضادات الذهان:
  - مضادات غير نمطية للذهان
  - مضادات نمطية للذهان

### محصرات مستقبلات الألفا 1 الانتقائية
- ألفوزوسين
- برازوسين
- دوكسازوسين
- تامسولوسين
- تيرازوسين
- سيلودوسين

### محصرات مستقبلات الألفا 2 الانتقائية
- أتيباميزول
- إيدازوكسان
- ميرتازابين
- يوهيمبين

### حاصرات ألفا وبيتا
هذه الأدوية هي من حاصرات بيتا لكنها أيضا من حاصرات ألفا في الوقت ذاته:
- كارفيديلول
- لابيتالول

## الاستخدامات
- ظاهرة رينو[2]
- فرط ضغط الدم[2] (عادة مع مدرات البول)
- تصلب الجلد[2]
- أمراض القلق واضطرابات الهلع مثل:
  - اضطراب القلق المتعمم
  - اضطراب الهلع
  - اضطراب الكرب التالي للصدمة[3]
- ضخامة البروستات